# Jaidhof
Jaidhof est une commune autrichienne du district de Krems en Basse-Autriche.